# 木下毅
木下 毅（きのした つよし、1936年6月10日 - ）は、日本の法学者（英米法）、弁護士（第一東京弁護士会）。法学博士（東京大学・課程博士・1971年）。 山口県下関市出身。伊藤正己に師事。
大木雅夫から盗作を指摘され、中央大学から調査を受けたが、著作権法違反とは断定できないが、引用先を明示していない個所が多数あり、学者として倫理上問題があったとして、2004年に職務停止3か月の懲戒処分を受けた。問題となった著書は『比較法文化論』と『アメリカ法入門・総論』の2冊。

## 経歴
- 1955年 3月 栃木県立栃木高等学校卒業
- 1960年 3月 東京大学教育学部卒業[3]
- 1971年 3月 東京大学大学院法学政治学研究科基礎法学専攻博士課程修了。法学博士。学位論文「英米契約法における意志表示論」[4]。
- 1973年 6月 ハーヴァード大学法科大学院　LL.M.（英語版）課程修了
- 1971年 4月 立教大学法学部助教授就任
- 1975年 6月 長島・大野法律事務所出向（-1977年11月）
- 1979年 4月 立教大学法学部教授就任
- 1992年 9月 日米法学会代表理事（理事長）就任（-1998年9月）
- 1993年 4月 北海道大学法学部教授就任[5]
- 1993年 10月 東京大学法学部兼任講師就任（-1997年3月）
- 1997年 4月 中央大学法学部教授就任（-2007年3月）
- 1999年 11月 日本比較法研究所長就任（-2002年11月）
- 2007年 6月 第一東京弁護士会に弁護士登録
- 2008年 3月 増田パートナーズ法律事務所オブ・カウンセル就任[6]

## 著作

### 単著
- 『英米契約法の理論』　東京大学出版会（1977年）
- 『アメリカ私法』　有斐閣（1988年）
- 『アメリカ公法』　有斐閣（1993年）
- 『比較法文化論』　有斐閣（1999年）

### 共著
- 『現代アメリカ憲法』　東京大学出版会（1978年）（T.I.Emersonと共著）
- 『アメリカ法入門』　日本評論社（1984年 新版・2012年 第5版）（伊藤正己と共著）

### 訳書
- 『権利論』　木鐸社（第1巻 1986年・第2巻 2001年）（ロナルド・ドゥウォーキン著、小林公・野坂泰司と共訳）